# Горан Стојићевић Карамела
Горан Стојићевић Карамела (Пожаревац, 21. јун 1970) српски је имитатор. Познат је по имитацијама многих особа са српске естраде, као и по улози водитеља емисије Прељубници односно Балканске преваре, као и Рука спаса.

## Биографија
Одрастао је у Пожаревцу. Одувек су га привлачили имитација и глума, а још у основној школи опонашао је људе са реклама. Услед проблема са математиком у четвртом разреду гимназије, није уписао глуму на Академији, већ журналистику и тада се преселио у Београд. За себе каже да је срамежљиве природе и перфекциониста. Ожењен је Милицом и отац је једног дечака. Ишао је на неколико пластичних операција.
Први наступ на радију Стојићевић је имао 1987. године. Радио је у Индексовом позоришту. Године 1993. је имао прво видео издање Златно грло, па 1995. Школу за певачице 1 и 2, а 2001. Шашаву академију. Појавио се и у филмовима Шећерна водица, Држава мртвих и Мајстор и Шампита. Од 2005. на БН телевизији се емитовала емисија Сервис Карамела, а од 2009. емисија Прељубници (и на Пинку), која се у каснијем стадијуму развоја зове Балканске преваре.